# Albert Zygmunt Wittelsbach
Albert Zygmunt Wittelsbach (ur. 5 sierpnia 1623 Monachium – zm. 4 listopada 1685 Freising) – biskup Freising i Ratyzbony.

## Życiorys
Syn księcia Albrechta i Matyldy Leuchtenberg. Jego dziadkami byli: Wilhelm V książę Bawarii i Renata Lotaryńska oraz Jerzy Ludwik,landgraf Leuchtenberg i Maria, księżniczka badeńska. Jego starszy brat Maksymilian Henryk Wittelsbach został mianowany przez wuja Ferdynanda biskupem koadiutorem diecezji kolońskiej.
Pod naciskiem swojego wuja elektora Bawarii Maksymiliana I Wittelsbacha został biskupem koadiutorem diecezji Freising. W 1652 został biskupem Freising. W 1668 roku został
biskupem Ratyzbony.